# Leskia bezziana
Leskia bezziana är en tvåvingeart som först beskrevs av Baranov 1938.  Leskia bezziana ingår i släktet Leskia och familjen parasitflugor. Inga underarter finns listade i Catalogue of Life.